# 포즈난 대학교
포즈난 대학교(Poznań University) 또는 아담 미츠키에비치 대학교(Adam Mickiewicz University, 폴란드어 약어 UAM)는 폴란드 서부의 포즈난(Poznań)시에 위치한 주요 폴란드 대학 중 하나이다.  1919년 5월 7일에 문을 열었고, 1955년 이래 시인 아담 미츠키에비치(Adam Mickiewicz)의 이름을 따왔다. 대학은 종종 자국 내  우수한 3 대 대학 중 하나로 알려져왔다.

## 같이 보기
- 마리안 레예프스키
- 헨리크 지갈스키